# Bistum Setúbal
Das Bistum Setúbal (lateinisch Dioecesis Setubalensis, portugiesisch Diocese de Setúbal) ist eine in Portugal gelegene römisch-katholische Diözese mit Sitz in Setúbal.

## Geschichte

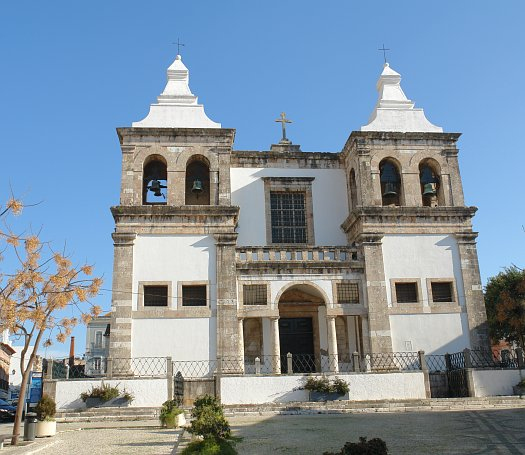
Sé Catedral de Santa Marta da Graça in Setúbal

Das Bistum Setúbal wurde am 16. Juli 1975 durch Papst Paul VI. mit der Apostolischen Konstitution Studentes Nos aus Gebietsabtretungen des Patriarchats von Lissabon errichtet und diesem als Suffraganbistum unterstellt.

## Bischöfe von Setúbal
- Manuel da Silva Martins, 1975–1998
- Gilberto Délio Gonçalves Canavarro dos Reis, 1998–2015
- José Ornelas Carvalho SCJ, 2015–2022, dann Bischof von Leiria-Fátima
- Américo Manuel Kardinal Alves Aguiar, seit 2023